# Geira
Die (der) Geira, auch Jeira, war ein portugiesisches Flächen- und Ackermaß und entsprach dem Maß Morgen.
Das Maß galt in Portugal und im brasilianischen Bahia und Rio de Janeiro. Es wurde in verschiedenen Regionen nach der Quadrat-Bracas mit 4,84 Quadratmeter gerechnet oder man leitete die Größe von der Aussaat ab. Geringe Abweichungen wirkten sich durch die unterschiedliche Größe der Vara aus.
- 1 Geira = 57 4/5 Ar[2]
- 1 Geira = 1210 Quadrat-Bracas = 4840 Quadrat-Varas = 58,564 Hektar[3] = 58,258 Ar[4]